# Autonome Musik
Der Begriff autonome Musik bildete sich um 1930 zur Kennzeichnung einer nicht an äußere Zwecke gebundenen, sondern allein durch sich selbst begründeten künstlerischen Produktionsweise. Etwa seit 1925 wurde die Autonomie des Kunstwerks als musikästhetischer Begriff diskutiert. Die Unterscheidung zwischen ästhetischer Autonomie und gesellschaftlicher Funktion von Musik führte in den 1950er Jahren zur Gegenüberstellung autonome Musik und funktionale Musik.
In der Musikwissenschaft wurden und werden Diskussionen darüber geführt, wie man funktionale (oder auch funktionelle) Musik von der autonomen Musik abgrenzen kann. Diese Abgrenzung erfolgt meist dadurch, dass autonome Musik um ihrer selbst willen erschaffen und reproduziert wird, somit als artifiziell eigenständig und damit hochwertiger anzusehen ist, während funktionelle Musik zunächst einem Zweck dient und deswegen zur nichtartifiziellen Musik zu rechnen ist. Man kann hier auch gewisse Parallelen zur Diskussion um die E- und U-Musik erkennen. Im Bereich der E-Musik gibt es eine entsprechende Unterscheidung zwischen absoluter Musik und Programmmusik.
Im Englischen gibt es den entsprechenden Begriff der autonomous music, im Italienischen musica autonoma, im Russischen автономная музыка. Dagegen scheint im Französischen ein entsprechender Ausdruck nicht gebräuchlich zu sein.